# Silici policristal·lí

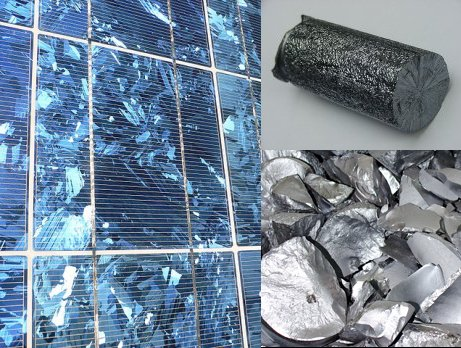
Esquerra: cel·lules solars fetes de silici multicristal·lí Dreta:vareta de polisilici (part superior) i trossos (sota)

El silici policristal·lí, també anomenat en anglès: polysilicon o poly-Si, és una forma policristal·lina d'alta puresa de silici, usada com matèria primera per a cèl·lules fotovoltaiques i en la indústria electrònica.
El polisilici es produeix a partir del silici per un procés de purificació química, anomenat procés Siemens. Aquest procés implica destil·lació de compostos de silici volàtils i la seva descomposició química en silici a altes temperatures. Un procés de refinament alternatiu i emergent utilitza un reactor de llit fluïditzat. La indústria fotovoltaica també produeix silici metal·lúrgic actualitzat (UMG-Si), usant processos metal·lúrgics en lloc de processos de depuració química. Quan es produeix per a la indústria de l'electrònica, el polisilici conté nivells d'impureses de menys d'un parts per milers de milions (ppb), mentre que el silici policristal·lí de tipus solari (SoG-Si) és generalment menys pur. Algunes empreses de la Xina, Alemanya, Japó, Corea i els Estats Units, com GCL-Poly, Wacker Chemie, OCI, i Hemlock Semiconductor, així com la noruega amb seu a la REC, van representar la major part de la producció mundial d'unes 230.000 tones el 2013.
- Nitol Solar, (2011: 5 kt, Jan 2011), Russia[2]
- Mitsubishi Polysilicon (2008: 4.3 kt)[3]

La matriu de polisilici: les barres grans, generalment trencades en trossos de mides específiques i empaquetades en sales netes abans de l'enviament, es col·loquen directament en lingots multicristal·lins o es presenten a un procés de recristal·lització de Czochralski per a créixer un cristall únic. Els productes es llesquen llavors en wafers de silici fi i s'utilitzen per a la producció de cèl·lules solars, circuits integrats i altres dispositius semiconductors.
El polisilici es compon de petits cristalls, també coneguts com a cristal·lites, donant al material el seu típic efecte de floc de metall. Encara que el polisilici i el multisilici s'utilitzen sovint com a sinònims, el terme multicristal·lí sol referir-se a cristalls majors d'1 mm. Les cèl·lules solars multicristal·lines són el tipus més comú de cèl·lules solars en el mercat de creixement del fotovoltaic i consumeixen la major part del polisilici produït a tot el món. Calen 5 tones de polisilici per fabricar 1 megawat (MW) de mòduls solars convencionals.
BNEF estimated actual production for 2013 at 227.000 tons El polisilici és diferent del silici monocristal·lí i el silici amorf.